# شبکه اسپین

گونه‌ای از شبکه اسپین ساده که در گرانش کوانتومی حلقه استفاده می‌شود.

در دانش فیزیک، یک شبکه اسپین(به انگلیسی: Spin network) نوعی نمودار است که برای نمایش حالتها و برهمکنش‌های بین ذرات و میدانها در مکانیک کوانتومی، استفاده می‌شود. از دیدگاه ریاضی این نمودارها روش فشرده نمایش توابع چندخطی و توابعی بین نمایشهای گروههای ماتریسی است. نمایشهای نموداری اغلب محاسبات را ساده‌تر می‌کند زیرا می‌توان برای نمایش توابع پیچیده از نمودارهای نسبتاً ساده استفاده نمود. راجر پنروز به عنوان مبتکر شبکه‌های اسپین در سال ۱۹۷۱ شناخته می‌شود، هرچند که تکنیک‌های نموداری مشابهی پیش از آن وجود داشته‌اند.
شبکه‌های اسپین توسط کارلو روولی، لی اسمولین، و جرج پولین و دیگران در مورد گرانش کوانتومی به کار گرفته شدند.